# Гагарино (озеро)
Гагарино — пресноводное озеро на территории Амбарнского сельского поселения Лоухского района Республики Карелии.

## Общие сведения
Площадь озера — 2,9 км², площадь водосборного бассейна — 2220 км². Располагается на высоте 56,3 метров над уровнем моря.
Форма озера лопастная, продолговатая: оно более чем на три километра вытянуто с северо-запада на юго-восток. Берега изрезанные, каменисто-песчаные, местами заболоченные.
Через озеро течёт река Воньга, впадающая, в свою очередь, в Белое море.
С северо-запада в Гагарино впадает ручей без названия, несущий воды озёр Северного- и Южного Даньозера.
В озере не менее десятка безымянных островов различной площади. Основная их часть сконцентрирована в месте впадения Воньги.
Населённые пункты вблизи водоёма отсутствуют. На южном берегу располагается урочище Гагарино на месте опустевшей одноимённой деревни.
Код объекта в государственном водном реестре — 02020000711102000003603.